# Rata de dos patas
Rata de dos patas (spanisch für Zweibeinige Ratte) ist das wahrscheinlich erfolgreichste Lied der mexikanischen Sängerin Paquita la del Barrio. Es erschien erstmals auf dem 2001 veröffentlichten Album Taco placero und ein Jahr später auch als Single.

## Inhalt
Das Lied ist durchdrungen von einer Reihe von bösartigen Schimpfwörtern und gilt längst als ein zeitgenössischer Klassiker.
In seiner eigentlichen Bedeutung ist das Lied eine einzige Abrechnung mit einem ehemaligen Liebespartner. So heißt es gleich in der ersten Strophe: Rata inmunda, animal ratrero, escoria de la vida, adefesio mal hecho (dt. Dreckige Ratte, Kriechendes Tier, Abschaum des Lebens, mieser Schandfleck) und wenig später: Maldita sabandija, cuánto daño me has hecho (dt. Verdammtes Ungeziefer, wieviel Leid du mir angetan hast). Und auf diese Weise zieht das Lied sich bis zum Ende fort.

## Hintergründe
Während das Lied in der Regel als eine Abrechnung mit einem ehemaligen Liebespartner angesehen wird und oft als ihre persönliche Enttäuschung mit ihrem Exmann Alfonso Martínez interpretiert wird, der sie 15 Jahre lang betrogen hatte und aus dieser außerehelichen Beziehung auch eine Tochter hatte, soll der Songwriter Manuel Eduardo Toscano das Lied tatsächlich in Gedanken an den ehemaligen mexikanischen Präsidenten Carlos Salinas de Gortari verfasst haben, der das Land von 1988 bis 1994 regierte. Der Sängerin hingegen sei das eigentliche Objekt der im Lied geäußerten Verachtung nicht bekannt gewesen.
Viele Jahre später sang Paquita la del Barrio das Lied noch einmal in einem Teaser für die Netflix-Serie Narcos, die das kriminelle Wirken Pablo Escobars zum Thema hat. Dort trat sie in einer Cantina auf und widmet die verachtenden Worte dem kolumbianischen Drogenbaron mit den einleitenden Worten: „Ich widme dieses Lied dem schnauzbärtigen Fettsack.“